# Bupleurum aureum
Bupleurum aureum är en flockblommig växtart som beskrevs av Fisch.. Bupleurum aureum ingår i släktet harörter, och familjen flockblommiga växter.

## Underarter
Arten delas in i följande underarter:
- B. a. aureum
- B. a. breviinvolucratum